# 홍광제
홍광제(弘光帝, 1607년 9월 5일(음력 7월 15일) ~ 1646년 7월 1일(음력 5월 19일))는 명나라 부흥군의 지도자로 남명의 제1대 황제(재위:1644년 ~ 1645년)이며 명나라로는 제17대 황제이다. 묘효는 안종(安宗), 시호는 처천승도성경영철찬문비무선인광효간황제(處天承道誠敬英哲纘文備武宣仁度孝簡皇帝)이며, 휘는 유숭(由崧)이다. 만력제(萬曆帝)의 손자이자 주상순(朱常洵)의 아들, 숭정제의 사촌형이다. 명나라 부흥을 선언하였으나 청군과의 교전 중 사로잡혀 연경(燕京)으로 연행되어 처형당하였다.

## 생애
홍광제 주유숭은 신종(神宗) 만력제의 손자이자 복공왕(福恭王) 주상순의 차남이며 숭정제의 사촌형이었다. 아버지 주상순은 만력제의 서자였으나 그를 총애하던 만력제는 태창제를 제치고 주상순을 황태자로 세우려 했으나 실패했다. 주상순은 뒤에 복왕에 책봉되었으나 1641년 이자성의 농민군이 영지인 낙양(洛陽)에 쳐들어왔을 때 무방비로 있다가 살해되었다. 주유숭은 어머니 추씨와 함께 극적으로 피신하여 목숨을 건질수 있었다.
그는 명나라가 망하자 명나라의 부흥을 선언하고, 남쪽으로 가서 남명을 세웠다. 그러나 정치적인 능력은 감국겸 시중(監國兼侍中)으로 추대된 노왕(魯王)이나 계왕(桂王)보다도 무능했는데, 단지 황족 생존자 중 서열이 높고 연령이 고령이라는 점이 감안되어 부흥군은 그를 황제로 인정한 것이다. 이어 숭정제에게 의종(毅宗)이라 시호를 추서하고 숭정제의 아들이자 자살한 황태자 주자랑(朱慈烺)에게도 도황제(悼皇帝)라는 시호를 추서하였으며, 아버지 주상순에게도 공종(恭宗) 공황제(恭皇帝), 정순숙철성경인의공황제(貞純肅哲聖敬仁毅恭皇帝)로 추존하고 능호는 희릉(熙陵)이라 하였다. 뒤에 아버지의 시호를 개시하여 공황제(共皇帝)로 했다가 다시 개시하여 정순숙철성경인의효황제(貞純肅哲聖敬仁懿孝皇帝)로 했다가 다시 모천수도정순숙철수문현무성경인의효황제(慕天敷道貞純肅哲修文顯武聖敬仁毅孝皇帝)라 하였다.
그러나 부흥군은 그를 유비(劉備)의 아들 후주(後主) 유선(劉禪)과 비슷하게 취급하고 무시했다고 한다. 명나라를 멸망으로 몰고 간 동림당(東林黨)은 황제와 훈신들 탓만 하였으나 홍광제는 피난조정에서조차 당쟁을 일삼는 동림당원들 역시 제대로 통제하지 못했다. 1645년 청나라 정벌군과의 교전 중 패주하다 청나라로 투항한 황득공의 부하 장군 전유승(田維乘)과 마득공(馬得功)에게 체포되어 연경으로 압송, 모반죄로 감금되었다가 1646년 참수되었다. 정달(鄭達)의 《야사무문(野史無文)》에 의하면 '전유승과 마득공은 그를 통나무에 묶어서 끌고갔는데 그는 울면서 살려줄 것을 호소하였으나 무시당하였다. 화가 난 그는 전웅의 목을 깨물어서 피가 흘렀으나 무용지물이었다' 한다. 그의 사후 연락이 두절되어 각지에 흩어진 명나라 부흥군은 두 명의 황제가 난립하는 등 혼란에 빠졌다.

## 사후
1646년 5월 명나라 부흥군은 그에게 성안황제(聖安皇帝)라 시호를 추서하고 묘호를 질종(質宗)이라 하였다. 이에 따라 최종 시호는 질종독천계도장민경숙소문강무혜도의효혁황제(質宗續天繼道莊愍敬肅昭文康武惠悼懿孝赧皇帝)라 하였다. 그 뒤 영력제는 다시 묘호를 질종에서 안종(安宗)으로 고치고 시호는 처천승도성경영철찬문비무선인광효간황제(處天承道誠敬英哲纘文備武宣仁度孝簡皇帝)로 개시하였다.

## 평가
평소에 술을 좋아했는데, 재상 유종주(劉宗周)는 그에게 술을 끊을 것을 권고했으나 그는 받아들이지 않았다. 명나라 부흥군에 의해 황제로 추대되었지만 홍광제는 정치적으로 무능했으며 안목이 좁고 식견이 짧았다는 평가가 있다.

## 기타
그가 명나라의 부흥을 선언하자 조선의 유학자들은 숭정 이후 청나라의 연호 대신 그의 연호를 따서 사용하기도 했다.

## 가계
- 조부 : 만력제(萬曆帝, 1563년 9월 4일~1620년8월 18일)
  - 백부 : 태창제(泰昌帝, 1582년 8월 28일~1620년 9월 26일)
  - 아버지 : 공종(恭宗) 효황제 주상순(朱常洵, 1586년 1월 5일~1641년)

### 황후
| 봉호           | 시호                   | 이름(성씨) | 재위년도 | 생몰년도   | 국구(장인/장모)           | 별칭 | 비고 |
| -------------- | ---------------------- | ---------- | -------- | ---------- | ------------------------- | ---- | ---- |
| 복왕비(福王妃) | 효철간황후(孝哲簡皇后) | 황씨(黃氏) | (추존)   | ? - ?      | 도지휘첨사 황기서(黃奇瑞) |      | 정비 |
| 복왕비(福王妃) | 효의왕후(孝義皇后)     | 이씨(李氏) | (추존)   | ? - 1641년 |                           |      | 계비 |

### 후궁
| 봉호       | 시호 | 이름(성씨)     | 생몰년도 | 국구(장인/장모) | 별칭               | 비고                         |
| ---------- | ---- | -------------- | -------- | --------------- | ------------------ | ---------------------------- |
| 귀비(貴妃) |      | 금씨(金氏)     |          |                 |                    |                              |
| 동비(童妃) |      |                |          |                 |                    |                              |
| 진비(陳妃) |      |                |          |                 |                    | 청군에 의해 구금             |
| 왕비(汪妃) |      |                |          |                 |                    | 청군에 의해 구금             |
| 숙녀(淑女) |      | 황씨(黃氏)     |          |                 |                    |                              |
| 숙녀(淑女) |      | 곽씨(郭氏)     |          |                 |                    |                              |
| 선시(選侍) |      |                |          |                 | 진수(真修, 법명)   | 난징 함락 후, 출가           |
| 궁인(宮人) |      | 장씨(張氏)     |          |                 |                    | 난징 함락 후, 물에 몸을 던짐 |
| 궁인(宮人) |      | 왕씨(王氏)     |          |                 |                    | 난징 함락 후, 출가           |
|            |      | 엽자미(葉子眉) |          |                 |                    |                              |
| 궁인(宮人) |      | 서숙수(徐淑秀) |          |                 | 소양유자(昭陽遺子) | 난징 함락 후, 소모에게 재가. |

## 기년과 연호
| 연호       | 사용기간 | 사용기간 | 년수 | 비고 |
| ---------- | -------- | -------- | ---- | ---- |
| 홍광(弘光) | 1645년   | 1645년   | 1년  |      |

| 전임 주상순 | 제2대 명 복국 국왕 1643년 ~ 1644년 | 후임 복국왕의 황제 등극으로 인한 복국왕 폐지 |

| 전임 명 의종 | 제17대 명나라 황제 1644년~1645년 | 후임 명 소종 |

| 전임 의종 숭정제 | 제1대 남명의 황제 1644년 ~ 1645년 | 후임 소종 융무제 |